# Rājula
Rājula är en ort i Indien.   Den ligger i distriktet Amreli och delstaten Gujarat, i den västra delen av landet, 1 000 km sydväst om huvudstaden New Delhi. Rājula ligger 47 meter över havet och antalet invånare är 34 652.
Terrängen runt Rājula är platt. Runt Rājula är det ganska tätbefolkat, med 214 invånare per kvadratkilometer. Det finns inga andra samhällen i närheten. Trakten runt Rājula består till största delen av jordbruksmark.